# Monttea
Monttea là chi thực vật có hoa trong họ Plantaginaceae.

## Phân bố
Các loài trong chi này có tại Argentina (đông bắc, tây bắc, nam) và trung bắc Chile.

## Các loài
Danh sách loài dưới đây lấy theo Plants of the World Online:
- Monttea aphylla (Miers) Hauman, 1913
- Monttea chilensis Gay, 1849
- Monttea schickendantzii Griseb., 1879